# 펩시맨 (비디오 게임)
펩시맨(Pepsiman, 일본어: ペプシマン)은 플레이스테이션용으로 KID가 개발하고 배급한 액션 게임이다. 1999년 3월 4일 일본에서 출시되었으며 미국의 청량음료 펩시의 마스코트 펩시맨에 기반을 둔다. 달리기, 돌진, 점프를 이용하여 장애물을 회피하면서 펩시맨은 자동으로 게임의 스테이지들 각각으로 넘어가게 된다.
이 게임은 저예산으로 제작되었는데, 펩시 음료를 마시는 사람을 보여주는, 스테이지 간 동영상을 제조하는 결정을 내림으로써 제작 비용이 저렴하게 책정될 수 있었다. 이 게임은 3D 컷신도 갖추고 있는데, 이후 비주얼 노벨 작가가 된 우치코시 고타로가 3D 모델들을 제작했다. 미국의 배급사가 미국 내 게임 판권을 인수하는 것을 눈여겨보았지만 결국 일본에서만 판매되는 게임으로 남게 되었다.
평가자들은 펩시맨을 크래쉬 밴디쿳 등 다른 게임들과 비교하였으며, 단순성과 낮은 가격을 지목했다.

## 평가
| 평가 |        |
| --- | ------ |
| 평론 점수 평론사 점수 패미츠 25/40 [ 1 ] 게임팬 90/100 [ 2 ] 조이패드 2/10 [ 3 ] Gamers' Republic B− [ 4 ] Planet Playstation 88/100 [ 5 ] |        |
| 평론 점수 |        |
| 평론사 | 점수   |
| 패미츠 | 25/40  |
| 게임팬 | 90/100 |
| 조이패드 | 2/10   |
| Gamers' Republic | B−     |
| Planet Playstation | 88/100 |